# Teatro del castello di Drottningholm

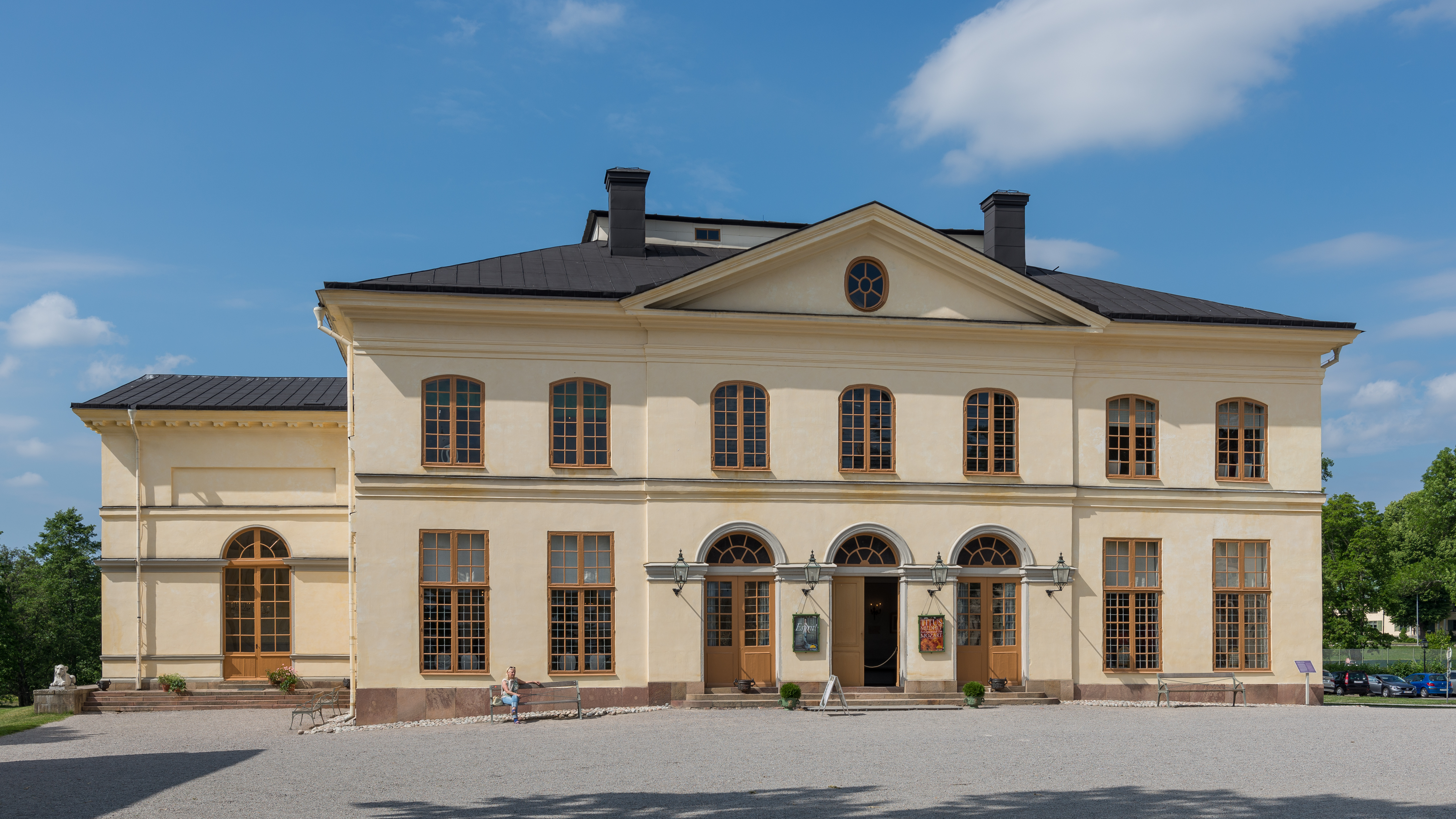
Esterno del Teatro del castello di Drottningholm 2013

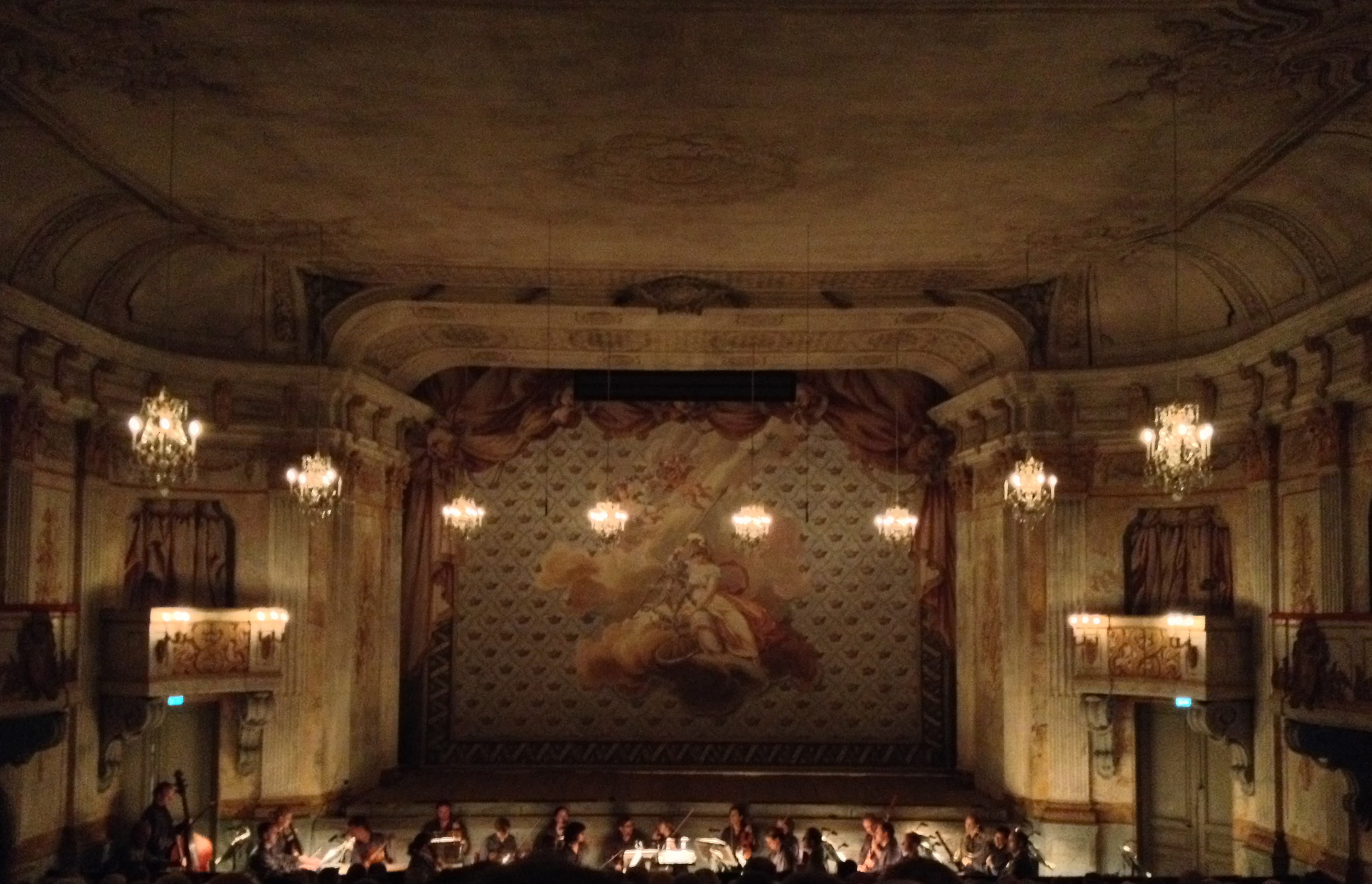
L'interno della sala del teatro

Il teatro del castello di Drottningholm (in svedese Drottningholms slottsteater) è un teatro d'opera situato nel castello di Drottningholm di Stoccolma, in Svezia. È uno dei pochi risalenti al XVIII secolo in Europa e ancora regolarmente funzionanti che utilizza le macchine di scena originali.
È sede di un festival estivo dell'opera incentrato sulle opere di Haydn, Handel, Gluck e Mozart, interpretate secondo le autentiche modalità della loro epoca, che si è guadagnato una crescente reputazione internazionale. Il teatro ha anche ospitato spettacoli dell'Opera reale svedese.

## Storia

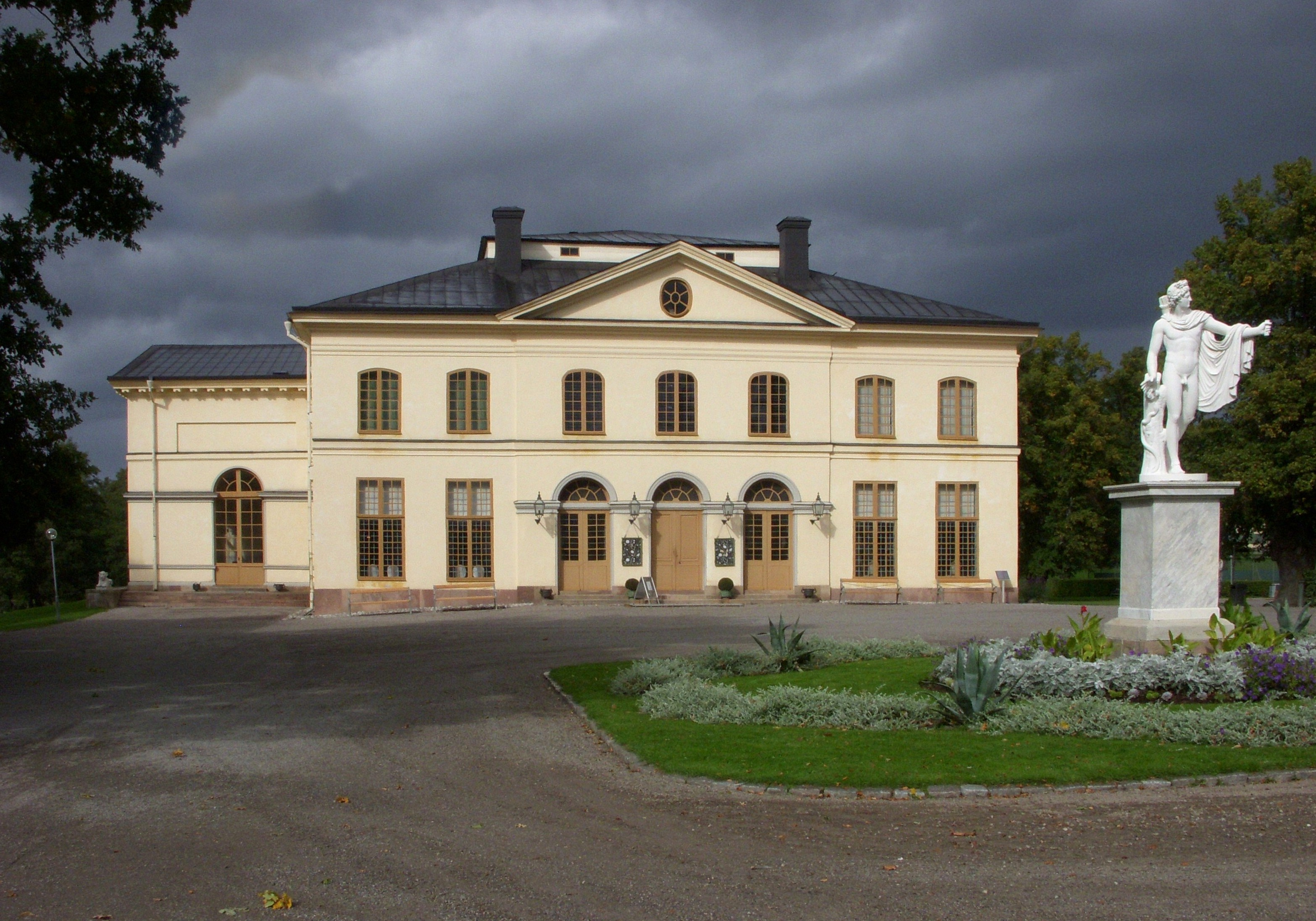
L'esterno del teatro

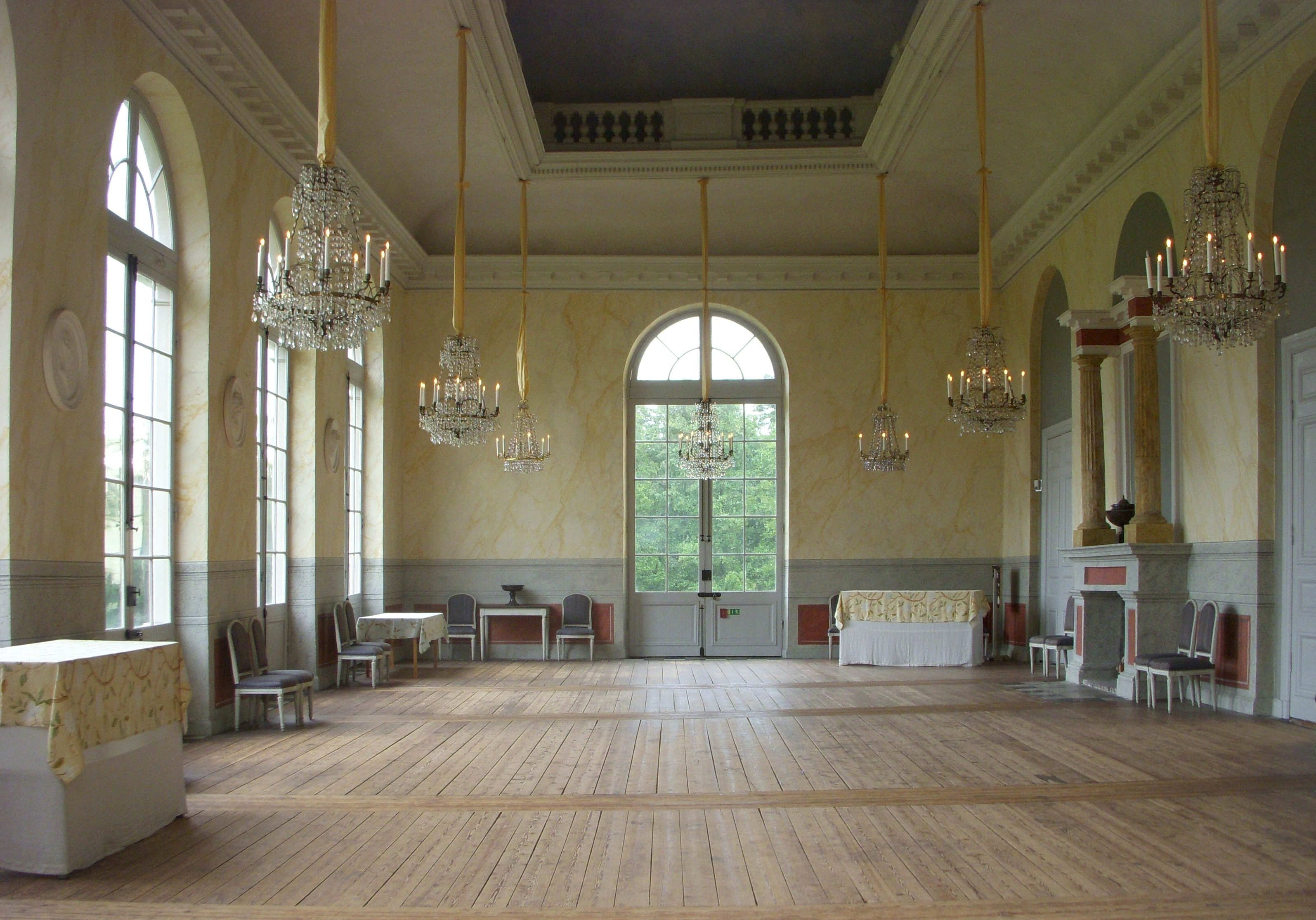
Il Salone Dejuener, costruito durante il regno di Re Gustaf III, è oggi utilizzato come ingresso del Teatro

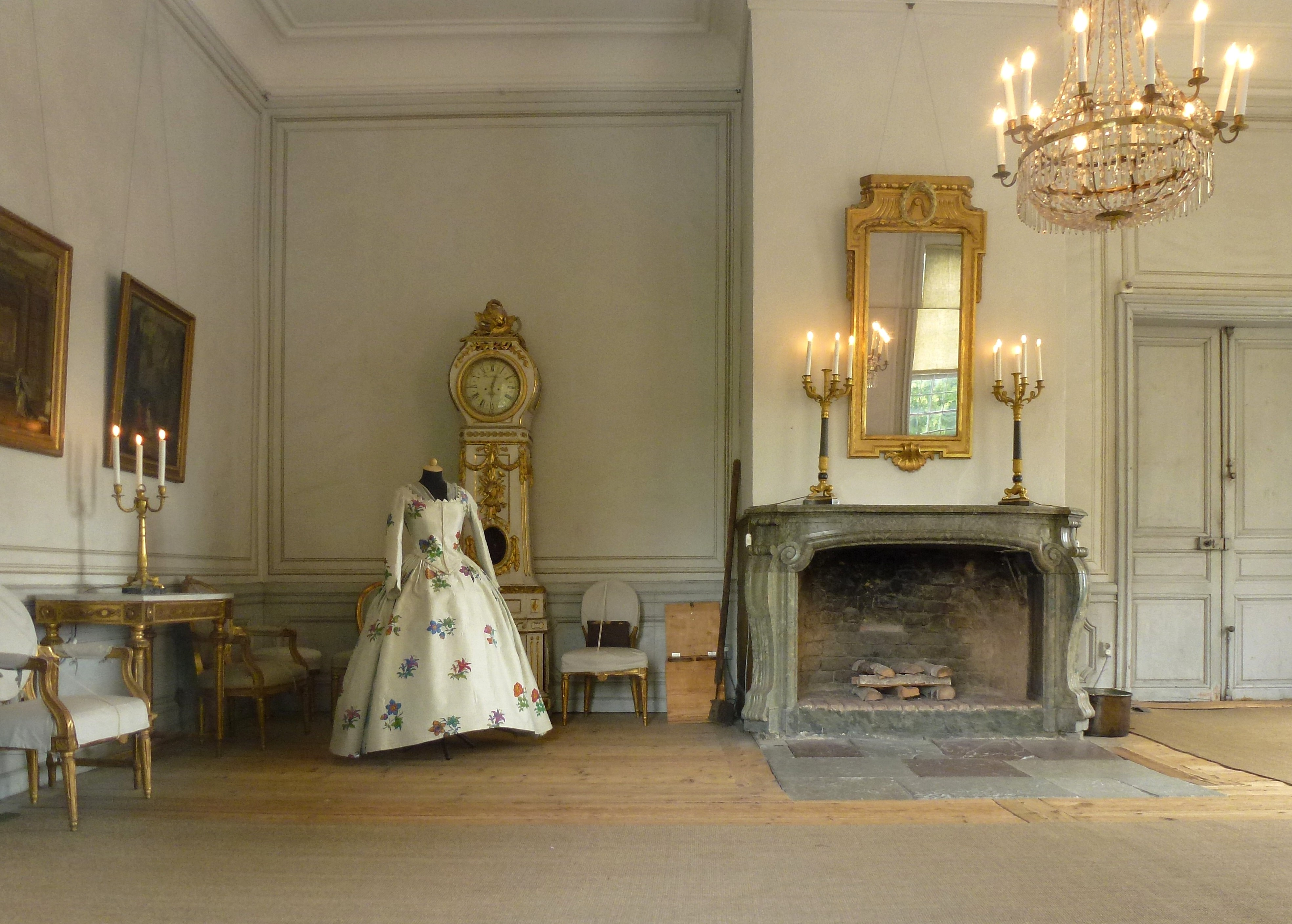
Camerino

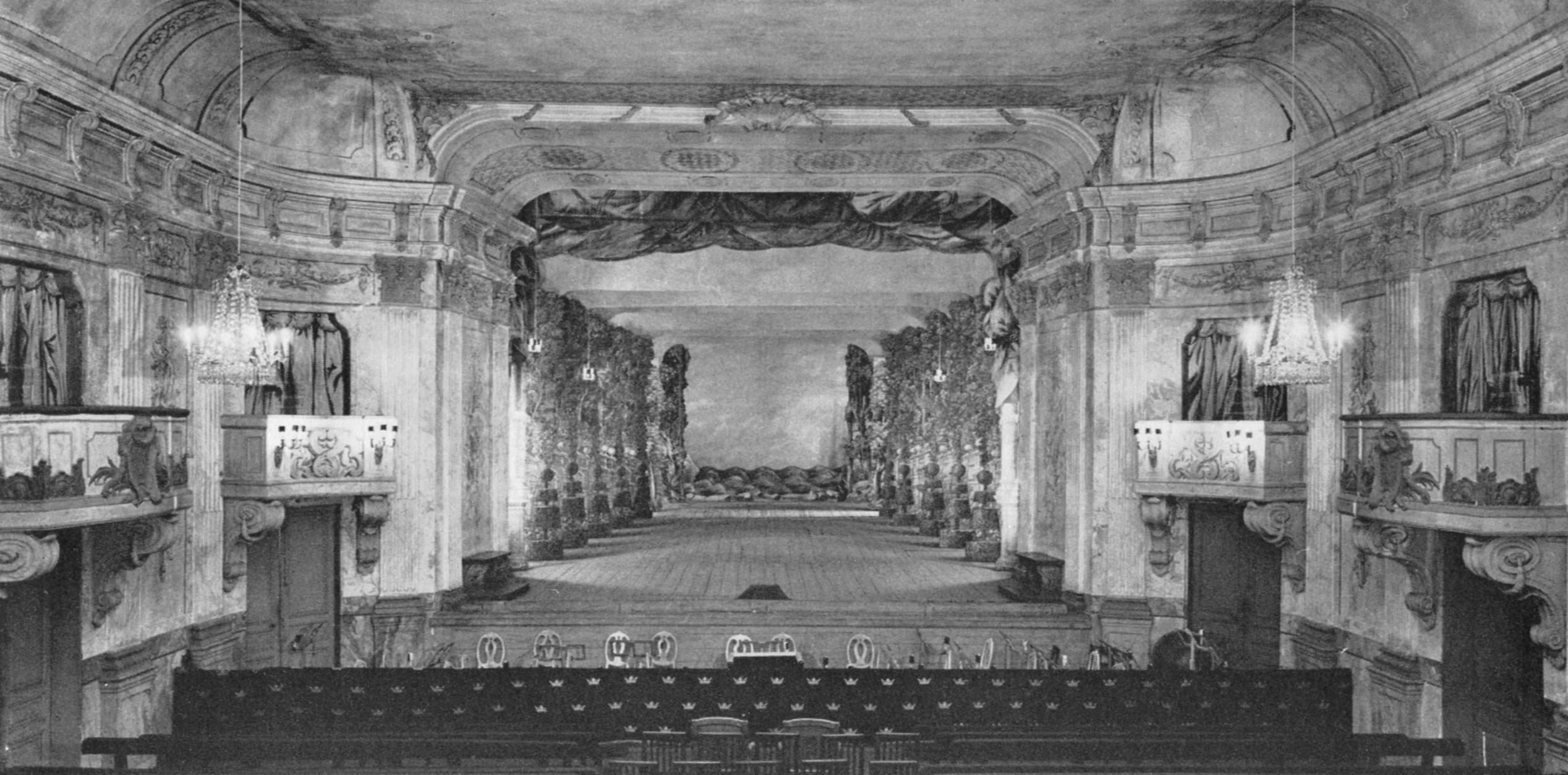
Interno del teatro foto del 1966

Il primo teatro di Drottningholm fu progettato dall'architetto Nicodemus Tessin il Vecchio e completato da Nicodemus Tessin il Giovane. L'interno fu decorato tra il 1665 e il 1703, inizialmente in uno stile barocco pesante e sontuoso, ma in seguito sempre più raffinato a causa dell'ispirazione ai modelli francesi. Il teatro fu inaugurato nel 1754 e ospitò la compagnia di attori francesi Du Londel, che la corte aveva contrattato l'anno precedente e che avrebbe utilizzato il teatro fino al 1771. La compagnia usò il teatro nei mesi estivi per rappresentazioni di teatro francese e opera italiana destinate alla regina Lovisa Ulrika e alla sua corte.
Quando l'edificio teatrale originario andò in fiamme il 27 agosto 1762, durante la rappresentazione di un'opera comica, la regina Lovisa decise di ricostruirlo per la corte del castello di Drottningholm, commissionandoneil progetto a Carl Fredrik Adelcrantz. Il lavori iniziarono nel 1764 e compresero un complesso di camere, al di fuori della sala principale, per ospitare i membri della corte che non avrebbero soggiornato nel palazzo reale, incluso Adelcrantz, il sovrintendente agli spettacoli, gli attori, il personale del teatro e giovani aristocratici. L'edificio progettato da Adelcrantz è stato definito insolito sotto diversi aspetti. Soprattutto, anche se il teatro era destinato a simulare lo stile artistico di Versailles, la mancanza di fondi del Tesoro svedese rese indispensabile l'adozione di uno stile ben più sobrio. L'esterno dell'edificio è molto semplice rispetto ad altri teatri di corte, nello stile di un maniero di campagna senza indicazioni che lo identifichino come un teatro d'opera. L'interno, impreziosito dal decoratore francese Adrien Masreliez, utilizza trompe-l'oeil, cartapesta e stucco per imitare materiali più costosi come il marmo e l'oro. Il teatro è insolito per la sua forma, dal momento che la sala ha una pianta a T con i due troni per i monarchi regnanti posti nei punti d'incrocio delle due braccia della T davanti al palcoscenico e il resto della corte seduto su panche di legno. Anche il palcoscenico è dotato di proporzioni insolite (8,2 x 17,4 m), che furono utili ai progettisti per creare scene prospettiche di grande profondità.
Per gli studiosi, tuttavia, l'importanza del teatro non è da attribuire all'architettura degli spazi, ma alle macchine di scena che costituiscono un raro esempio, sopravvissuto fino ai nostri giorni, della scenotecnica teatrale comunemente in uso in quel periodo storico. La scenotecnica di palcoscenico fu forse progettata dall'italiano Donato Stopani, anche se alcuni storici pensano che il progettista possa essere stato George Fröman, mastro costruttore della corte che poté esaminare la meccanica di scena di vari teatri durante un viaggio in Europa nel 1755.
Una delle macchine di scena ancora intatte e in uso nel teatro è quella composta da serie di carri con meccanismo di movimentazione sottopalco, che consente di cambiare rapidamente le scene, costituite da quinte armate dotate di ruote, che vengono fatte scorrere per mezzo di un meccanismo ad argano lungo apposite guide (strade) predisposte sul palcoscenico, secondo un metodo messo a punto durante il secolo precedente da Giacomo Torelli, maestro della scenografia barocca italiana.
Il teatro ha un numero insolitamente elevato di quinte armate prospettiche, con la possibilità di eseguire fino a quattro cambi di scena contemporaneamente, e il sistema descritto consente di effettuare il cambio in soli sei secondi.
Altre macchine di cui il palcoscenico tuttora dispone sono quelle per gli effetti speciali, tra cui una che simula le onde marine, costituita, come era d'uso, da quattro grandi viti senza fine dipinte disposte orizzontalmente sul fondo della scena e rotanti sul proprio asse. Una macchina del tuono è usata per creare effetti sonori di temporale e tempesta e una macchina del volo utilizzata per effetti "deus ex machina".
L'illuminazione è controllata ruotando appositi portacandele in metallo verso il palcoscenico o in senso opposto
Il teatro venne inaugurato nel 1766 dalla regina Lovisa con rappresentazioni che a volte includevano, tra gli attori, alcuni membri della corte e della famiglia reale per festeggiare l'occasione.
Il teatro venne utilizzato ogni estate dalla corte fino al 1771, quando morì Adolf Frederik e la compagnia francese che lo aveva utilizzato fu congedata. Il teatro rimase inutilizzato fino al 1777, quando la regina Lovisa lo affidò al figlio Gustavo III di Svezia.
Il re Gustavo era profondamente interessato al teatro, assunse una nuova compagnia, e perfino scrisse e diresse diverse opere che furono rappresentate a Drottningholm. Il teatro rappresentato durante il regno del re Gustavo si discostava da quello dei suoi predecessori, poiché sebbene il teatro francese e quello italiano venissero ancora rappresentati, egli incoraggiò l'uso di storie e della lingua svedese per creare una nuova tradizione operistica.
Apportò anche alcune modifiche all'edificio teatrale, aggiungendo un salone per feste conviviali che oggi viene utilizzato come foyer. Dopo l'assassinio del re Gustavo nel 1792 (che fa da soggetto al libretto dell'opera di Giuseppe Verdi Un ballo in maschera), il teatro fu utilizzato come magazzino per i mobili dismessi del castello di Drottnignholm.

## Il restauro e la rinascita nel XX secolo
Nel 1921, lo storico teatrale svedese Agne Beijer riscoprì il teatro di Drottningholm e, con il permesso dei regnanti, restaurò quello che rimaneva degli interni e delle macchine di scena. Vennero apportate alcune modifiche secondarie, tra cui l'aggiunta di luci elettriche progettate per produrre una luce leggermente tremolante come quella delle candele, la sostituzione del cordame originale delle macchine di scena e la sostituzione dei delicati fondali dipinti originali con delle repliche fedeli. La maggior parte del teatro, comunque, è rimasta invariata rispetto al progetto originario, e gran parte delle opere in stucco e della carta da parati originali è ancora presente.
Il teatro venne riaperto il 19 agosto 1922. Fino al 1935, le rappresentazioni erano limitate a visite di rappresentanza per docenti invitati, che comprendevano spettacoli dalla scuola di balletto svedese. Nel 1935 il teatro cominciò a ospitare spettacoli stagionali, a partire da tre ballad opera di Arvid Niclas von Höpken, Joseph Martin Kraus e Carl Michael Bellman. Nel 1951, la Royal Swedish Opera divenne la compagnia stabile del teatro di Drottningholm, utilizzandolo per gli spettacoli estivi. Nel 1953, il balletto reale svedese si unì in collaborazione con l'Opera e la nuova direttrice della compagnia, Mary Skeaping, spinse i ballerini a rilanciare lo stile balletto di corte del XVII e XVIII secolo.
Oggi una fondazione privata, il Museo del Teatro di Drottningholm, finanziato da governi e donazioni private, gestisce il teatro, programmando opere nei mesi estivi. Le opere sono spesso eseguite da musicisti che indossano costumi storici, e l'orchestra usa repliche di strumenti d'epoca. La maggior parte delle produzioni utilizza le macchine di scena con le modalità per le quali queste erano state progettate.
Il teatro è oggi un luogo in cui vengono formati musicisti, ballerini e cantanti lirici in stile barocco.
Nel 1991 il teatro, insieme al castello di Drottningholm (la residenza della famiglia reale svedese), al padiglione cinese e al parco circostante, è diventato il primo patrimonio svedese ad essere iscritto nell'elenco UNESCO dei patrimoni mondiali dell'umanità. Parti del palazzo reale, del padiglione cinese e del teatro sono aperte al pubblico. I direttori artistici recenti del teatro sono stati Arnold Östman (1980-1992), Elisabeth Söderström (1993-1996), Per-Erik Öhrn (1996-2007). Mark Tatlow (2007-2013). Sofi Lerström, amministratore delegato del teatro dal 2011, ha assunto la carica di direttore artistico nel 2013.

## Il teatro descritto nel flauto magico di Bergman
Una replica del teatro è visibile nella versione cinematografica di Ingmar Bergman dell'opera di Mozart Il flauto magico del 1975. Secondo gli appunti di Peter Cowie all'edizione DVD del film, Bergman ha voluto ricreare quanto più possibile l'originale produzione del 1791 nel Theater auf der Wieden di Vienna, e originariamente sperava di girare le scene nel teatro di Drottningholm. Tuttavia, "l'ambiente è stato considerato troppo fragile per ospitare una troupe cinematografica. Così il palcoscenico - completo di quinte armate, fondali e macchine per il vento - è stato riscostruito accuratamente negli studi della Swedish Film Institute". Nel film sono però visibili alcune inquadrature degli esterni del teatro.

## Opere eseguite prima del 1809

### Opere, un altro dramma musicale
- Francesco Antonio Uttini: Adriano in Sira
- Joseph Martin Kraus: Aeneas i Carthago
- Christoph Willibald Gluck: Alceste
- André Grétry: Anakréon chez Polycrate
- André Grétry: Andromak (Andromaque)
- Pierre-Alexandre Monsigny: Arsène (La belle Arsène)
- Francesco Antonio Uttini: Atalia
- Niccolò Piccinni: Atis (Atys)
- Francesco Antonio Uttini / Henrik Philip Johnsen: Birger Jarl
- Jacques-André Naigeon: Les Chinois
- Christian Friedrich Müller: Drottning Christina
- Johann Christian Friedrich Haeffner: Electra
- Francesco Antonio Uttini: L'Eroe cinese
- Nicolas Dalayrac: Folke Birgersson till Ringstad
- Olof Åhlström: Frigga
- Francesco Antonio Uttini: Galathea
- Domenico Cimarosa: Giannina e Bernardone
- Christoph Willibald Gluck: Ifigenia in Aulide
- Christoph Willibald Gluck: Ifigenia in Tauride
- Francesco Antonio Uttini: L'Isola disabitata
- Komiska baletten probabilmente di Louis Deland
- Christoph Willibald Gluck: Orfeo ed Euridice
- Prologuen vid f.d. Drottningens hitkomst (prologo a Ifigenia in Aulide di Christoph Willibald Gluck)
- Jean-Baptiste Lully: Psyché
- Francesco Antonio Uttini: Il Re pastore
- Philippe Quinault: Le Roi Cocagne
- Niccolò Piccinni: Roland
- Jean-Claude Trial: Silvie
- Francesco Antonio Uttini: Teti e Peleo
- François-André Danican Philidor: Tom Jones
- François Francœur e François Rebel: Zelindor
- André Grétry: Zémire et Azor

### Tragedie
- Voltaire: Adélaide du Guescelin
- Pierre-Laurent Buirette de Belloy: Gabrielle de Vergy
- Pierre-Laurent Buirette de Belloy: Gaston et Bayard
- Jean-François Ducis: Oedipe chez Admete
- Voltaire: Olympie
- Pierre-Laurent Buirette de Belloy: Pierre le Cruel
- Prosper Jolyot de Crébillon: Rhadamiste et Zénobie
- Voltaire: Semiramis
- Pierre-Laurent Buirette de Belloy: Le Siège de Calais
- Voltaire: Tancred
- Voltaire: Zaïre

### Commedie
- Molière: Amfitrion (Amphitryon), verskomedie med musikk av Joseph Martin Kraus
- Le Concert ridicule, komedie i en akt med divertimento
- Nicolas-Julien Forgeot: L'Amour conjugal ou L'heureuse Crédulite
- Pierre-Claude Nivelle de La Chaussée: Amour pour amour
- Molière: L'Avare
- Noël Lebreton de Hauteroche: Le Cocher supposé
- Noël Lebreton de Hauteroche: Crispin Médecin
- Philippe Néricault Destouches, bearb. Jacques Marie Boutet de Monvel: Le Dépôt
- Nicolas-Julien Forgeot: Les deux Oncles
- Jean-François Regnard: Le Distrait
- Desforges: Den döve
- Pierre-Claude Nivelle de La Chaussée: L'École des amis
- Charles Dufresny: L'Esprit de contradiction
- Molière: L'Étourdi, ou Les Contre-temps
- Collet: L'Ile déserte
- Molière: Le Malade imaginaire
- Charles Dufresny: Le Mariage fait et rompu
- Jean-Baptiste Gresset: Le Méchant
- Jean-François Regnard: Les Ménechmes
- Alexis Piron: La Metromanie ou Le Poète
- Molière: Monsieur de Pourceaugnac
- Michel-Jean Sedaine: Le mort Marié
- Germain-François Poullain de Saint-Foix: L'Oracle
- Michel-Jean Sedaine: Le Philosophe sans le savoir
- Pierre-Claude Nivelle de La Chaussée: La Préjugé à la mode
- Philippe Poisson: Le Procureur arbitre
- Jean-François Regnard: Le Retour imprévu
- Louis de Boissy: Le Sage étourdi
- Desforges etter Henry Fielding: Tom Jones à Londres

## Dopo il 1922
Repliche e anteprime reprise non sono elencate qui.

### Opera, baletto
- 1930 Olof Åhlström: Den bedragna Bachan
- 1936 Joseph Martin Kraus (arr. Arvid Petersén): Fiskarstugan
- 1946 André Grétry: Martin och Gripon eller De bägge giriga
- 1947 Wolfgang Amadeus Mozart: Bastien och Bastienne
- 1948 André Grétry: Den talande tavlan
- 1948 Domenico Cimarosa: Il matrimonio segreto
- 1949 André Campra: L'Éurope galante, balettopera
- 1949 Francesco Antonio Uttini: Birger Jarl
- 1949 Adolphe Adam: Giselle, akt 2
- 1950 Georg Friedrich Händel: Den rasande Roland (Orlando furioso)
- 1953 Giovanni Battista Pergolesi: Livietta och Tracollo (La contadina astuta)
- 1954 Adolphe Benoît Blaise: Anette och Lubin
- 1954 Christoph Willibald Gluck: Iphigénie en Aulide
- 1954 Domenico Scarlatti: Pantalones misslyckade kärleksäventyr, balettpantomime
- 1955 Giovanni Battista Pergolesi (tilskrevet): Il maestro di musica (Sångläraren)
- 1956 Wolfgang Amadeus Mozart: La finta semplice
- 1956 Henry Purcell: Den fångne Cupido (Cupid out of his humour), 1600-tallsballett etter Georg Stiernhielm. Koreografi: Mary Skeaping
- 1956 Wolfgang Amadeus Mozart: Così fan tutte
- 1957 Christoph Willibald Gluck: Orfeus och Eurydike
- 1957 Georg Friedrich Händel: Rodelinda
- 1958 Benjamin Britten: Lucretia
- 1958 Alessandro Scarlatti: Il trionfo dell'onore eller Il dissoluto pentito
- 1959 Georg Philipp Telemann: Pimpinone (Det omaka äktenskapet), operaintermezzo
- 1959 Domenico Cimarosa: Il maestro di cappella
- 1959 Baldassare Galuppi: Il filosofo di campagna
- 1959 Giovanni Battista Pergolesi: La serva padrona
- 1959 Valentino Fioravanti: La cantatrici vollante
- 1960 Christoph Willibald Gluck: Ifigenia på Tauris
- 1960 Christoph Willibald Gluck: Kinesiskorna
- 1960 Giovanni Paisiello: Il barbieri di Siviglia (Barberaren i Sevilla)
- 1960 Gioachino Rossini: Äktenskapsväxeln
- 1962 Henry Purcell: Dido and Aeneas (Dido och Aeneas)
- 1962 Christoph Willibald Gluck: Alkestis
- 1962 Joseph Haydn: L'Infedeltà delusa (Trolöshet och list)
- 1962 Wolfgang Amadeus Mozart: Così fan tutte
- 1964 Christoph Willibald Gluck: Iphigénie en Aulide
- 1964 Gioachino Rossini: Signor Bruschino
- 1964 Johan Helmich Roman: Atis och Camilla, balett
- 1964 Domenico Cimarosa: Il pittore Parigino (Målaren från Paris)
- 1964 Georg Friedrich Händel: Ariodante
- 1965 Wolfgang Amadeus Mozart: Die Entführung aus dem Serail
- 1965 Wolfgang Amadeus Mozart: La clemenza di Tito
- 1966 Georg Friedrich Händel: Acis and Galatea
- 1966 Wolfgang Amadeus Mozart: Così fan tutte
- 1966 Joseph Haydn: La Canterina
- 1966 Alessandro Scarlatti: L'honestà negli amore
- 1966 Christoph Willibald Gluck: Ifigenia på Tauris
- 1966 Claudio Monteverdi: Orfeo ed Euridice
- 1966 Adolphe Adam: Giselle, ballett (koreografi: Mary Skeaping)
- 1966 Cesare Bossi: Vårens återkomst, ballett (koreografi: Mary Skeaping)
- 1967 Wolfgang Amadeus Mozart: Le nozze di Figaro (Figaros bryllup)
- 1967 Wolfgang Amadeus Mozart: Così fan tutte
- 1967 Wolfgang Amadeus Mozart: Don Giovanni
- 1967 Domenico Cimarosa: Il matrimonio segreto
- 1967 Frukost vid Manzaneres, ballett (musikk arr. av Ulf Björlin)
- 1967 Francesco Antonio Uttini: Kineserna, ballettsuite
- 1967 Edouard du Puy: Den nye Narkissos, ballett
- 1968 André Grétry: Zémire och Azor
- 1969 Vincenzo Galeotti / Jens Lolle: Amors och balettmästarens nycker, ballett
- 1969 Antonio Sacchini: Oidipus i Athen
- 1969 Joseph Haydn: Il mondo della luna (Livet på månen)
- 1969 Georg Friedrich Händel: Il pastor fido
- 1970 Georg Friedrich Händel: Scipio
- 1970 Giovanni Battista Pergolesi: Charlatanen (Livietta e Tracollo)
- 1970 Gioachino Rossini: Kärlek på prov (La pietra del paragone)
- 1971 Henry Purcell: King Arthur
- 1971 Antonio Maria Abbatini; Marco Marazzoli: Av ont kommer gott (Dal male il bene)
- 1971 Christoph Willibald Gluck: Orfeo ed Euridice
- 1971 Johann Gottlieb Naumann: Gustaf Wasa, utdrag
- 1971 Joseph Martin Kraus: Aeneas i Carthago, akt 3
- 1971 Joseph Martin Kraus: Fiskarena, ballett av Mary Skeaping
- 1972 Francesco Cavalli: Scipio Africanus
- 1972 Wolfgang Amadeus Mozart: Così fan tutte
- 1973 Georg Joseph Vogler: Gustaf Adolf och Ebba Brahe
- 1974 Georg Friedrich Händel: Ottone
- 1975 Jean-Baptiste Lully: Le Carnavale (rekonstr. Claude Génetay)
- 1975 Gaetano Donizetti: Kärleksdrycken (L'Elisir d'Amore)
- 1976 Claudio Monteverdi: Poppeas kröning (L'Incoronazione di Poppea)
- 1976 Pierre Gardel: Dans-Vurmen (La Dansomanie)
- 1977 Niccolò Piccinni: Oskuld på landet (La Buona Figliola)
- 1978 Jean-Philippe Rameau: Platée
- 1979 Georg Friedrich Händel: Xerxes
- 1979 Wolfgang Amadeus Mozart: Don Giovanni
- 1980 Joseph Martin Kraus: Proserpin
- 1980 Domenico Cimarosa: Il matrimonio segreto
- 1981 Henry Purcell: Dido och Aeneas
- 1981 Wolfgang Amadeus Mozart: Le nozze di Figaro (Figaros bryllup)
- 1981 Anonym: Arlequins död, ballettpantomime. Rekonstruksjon: Ivo Cramér, danseinnslag: Mary Skeaping
- 1981 Edouard du Puy: Arlequins, kärlekens trollkarl, ballettpantomime. Rekonstruksjon: Ivo Cramér, danseinnslag: Mary Skeaping
- 1982 Wolfgang Amadeus Mozart: Trollflöjten
- 1982 Carl Heinrich Graun: Montezuma
- 1982 Gioachino Rossini: La Cenerentola (Askepott)
- 1983 Domenico Cimarosa: Il fanatico burlato (Den lurade fanatikern)
- 1984 Wolfgang Amadeus Mozart: Così fan tutte
- 1984 Domenico Cimarosa: Il maestro di cappella
- 1984 Georg Anton Benda: Medea
- 1984 Vicente Martín y Soler: Dianas träd (L'Arbore di Diana)
- 1985 Christoph Willibald Gluck: Le Cinesi, ballett (koreogafi: Regina Beck-Friis)
- 1985 Christoph Willibald Gluck: Don Juan, ballett (koreogafi: Regina Beck-Friis)
- 1985 Georg Friedrich Händel: Agrippina
- 1986 Wolfgang Amadeus Mozart: Idomeneo
- 1987 Christoph Willibald Gluck: Paris och Helena
- 1987 Wolfgang Amadeus Mozart: La clemenza di Tito
- 1988 Wolfgang Amadeus Mozart: La finta giardiniera
- 1989 Wolfgang Amadeus Mozart: Die Zauberflöte (Tryllefløyten)
- 1989 Christoph Willibald Gluck: Iphigénie en Aulide
- 1990 Georg Joseph Vogler: Gustaf Adolf och Ebba Brahe
- 1990 Wolfgang Amadeus Mozart: Bortførelsen fra Seraillet
- 1990 Christoph Willibald Gluck: Iphigénie en Tauride
- 1991 Johann Christian Friedrich Haeffner: Electra
- 1991 Wolfgang Amadeus Mozart: Idomeneo
- 1992 Figaro eller Almaviva och kärleken, balettpantomime av Ivo Cramér
- 1992 Johann Adolf Hasse: Der Handwerker als Edelmann (L'artigiano gentiloumo)
- 1992 Antonio Salieri: Falstaff (Ossa le tre burle)
- 1992 Christoph Willibald Gluck: Orfeo ed Euridice
- 1992 Joseph Haydn: Armida

### Teatro
- 1936 Carl Michael Bellman: Werdshuset
- 1938 Carl Michael Bellman: Födelsedagen firad i fiskarstugan, pastoral
- 1941 Georg Stiernhielm & Samuel Columbus: Herculis Wägewahl
- 1942 Olof Kexel: Michel Wingler eller Bättre vara Brödlös än Rådlös
- 1943 De Beauchamp: Porträttet
- 1944 Molière: De löjliga preciöserna
- 1945 Ludvig Holberg: Den sköna okända eller Harlequins sorglustiga frieri
- 1947 Molière: Äktenskapsskolan
- 1949 Ludvig Holberg: Maskerade
- 1949 Molière: La mariage forcé
- 1950 Pierre de Marivaux: Den farliga vänskapen
- 1953 Olof von Dalin: Herde-Spel
- 1953 Jean-Jacques Rousseau: Byspåmannen, balettdivertissement
- 1953 Pierre de Marivaux: Kärlekens och slumpens lek
- 1955 Carlo Goldoni: Un curioso accente (En lustig historia)
- 1956 Molière: Monsieur de Pourceaugnac, komedibalett
- 1956 Carlo Goldoni: Gl'Innamorati
- 1956 Carlo Goldoni: Il Servitore di due Padroni (Två herrars tjänare)
- 1957 Jean-François Regnard: Kärlek och dårskap (Les folies amoureuses), verskomedi
- 1958 Carlo Goldoni: Il Ventaglio (Solfjädern)
- 1961 Carlo Goldoni: La vedova scaltra (Fyra friare i Venedig)
- 1966 Pierre de Marivaux: Le Triomphe de l'Amour
- 1973 Pierre de Marivaux: Den dubbla trolösheten (La double inconstance)
- 1983 Molière: Don Juan
- 1984 Richard Brinsley Sheridan: The school for scandal (Skandalskolan)
- 1984 Ludvig Holberg: Henrik og Pernille
- 1986 Molière: De löjliga preciöserna (Les precieuses ridicules)
- 1986 Molière: Läkare mot sin vilja (Le medicin malgré lui)
- 1989 Johan Gabriel Oxenstierna: Soliman II

## Direttori del Museo del teatro di Drottningholm
- Agne Beijer, 1921–64
- Arnold Östman, 1979–80
- Barbro Stribolt, 1980–98